# Censo de Colombia de 2018
El Censo de Colombia de 2018 es el XVIII censo de población y VII de vivienda desarrollado por el Departamento Administrativo Nacional de Estadística (DANE) en la República de Colombia, cuyas directrices y lineamientos se establecieron en el Decreto 1899 del 22 de noviembre de 2017.

## Desarrollo del censo
Inicialmente se tenía previsto desarrollar el censo en varias fases así: e-Censo (virtual) desde el 9 de enero hasta el 8 de marzo de 2018 y las visitas presenciales a los hogares, que se iniciaron en abril y debían terminar el 30 de junio de 2018. Sin embargo, debido a dificultades técnicas de la plataforma de internet del censo, la fase virtual se extendió hasta el 12 de abril. En total, 5 048 492 personas se censaron por internet y la fase presencial de visita los hogares se inició el día 18 de abril.
Posteriormente, debido a los incidentes con la construcción del proyecto Hidroituango que obligaron la evacuación de varios municipios, la emergencia invernal, los problemas de seguridad en el Catatumbo y el cambio de gobierno y autoridades, las visitas presenciales a los hogares se extendieron hasta el mes de septiembre de 2018. Algunos de los resultados preliminares se dieron a conocer a finales de agosto, aunque se esperaba que los resultados finales se publicaran en la tercera semana de septiembre, finalmente se anunció que estos se harían oficiales el día 30 de octubre de 2018. La segunda entrega de resultados preliminares se efectuó el 6 de noviembre de 2018. De acuerdo a lo informado por el DANE, en todo el proceso de ejecución del censo se contó con 32 000 personas y su presupuesto fue de 310 000 millones de pesos.
Previo a este censo, el último registro de población realizado en Colombia fue el censo de 2005, que se realizó entre el 22 de mayo de 2005 y el 22 de mayo de 2006. De acuerdo con las proyecciones oficiales que se habían realizado a partir de los registros de aquel censo, la población en 2018 en Colombia debería ser de unos 49 834 240 habitantes. Sin embargo, en la entrega preliminar de resultados se hizo notar que estas proyecciones eran incorrectas y que para 2018 la población de Colombia era de unos 45,5 millones de habitantes. Finalmente, los resultados del censo fueron revelados el 4 de julio de 2019 en rueda de prensa, anunciando una estimación de 48.258.499 personas en Colombia.

## Población por departamentos
| N.º                                           | Departamento             | Población Cabecera | Población Resto | Población Total |
| --------------------------------------------- | ------------------------ | ------------------ | --------------- | --------------- |
| 1                                             | Bogotá, D. C.            | 7 387 400          | 25 166          | 7 412 566       |
| 2                                             | Antioquia                | 4 972 941          | 1 434 161       | 6 407 102       |
| 3                                             | Valle del Cauca          | 3 809 542          | 666 344         | 4 475 886       |
| 4                                             | Cundinamarca             | 2 090 845          | 828 215         | 2 919 060       |
| 5                                             | Atlántico                | 2 404 831          | 130 686         | 2 535 517       |
| 6                                             | Santander                | 1 655 627          | 529 210         | 2 184 837       |
| 7                                             | Bolívar                  | 1 549 063          | 521 047         | 2 070 110       |
| 8                                             | Córdoba                  | 937 319            | 847 464         | 1 784 783       |
| 9                                             | Nariño                   | 716 592            | 914 000         | 1 630 592       |
| 10                                            | Norte de Santander       | 1 173 712          | 317 977         | 1 491 689       |
| 11                                            | Cauca                    | 545 902            | 918 586         | 1 464 488       |
| 12                                            | Magdalena                | 938 320            | 403 426         | 1 341 746       |
| 13                                            | Tolima                   | 907 506            | 422 681         | 1 330 187       |
| 14                                            | Boyacá                   | 708 006            | 509 370         | 1 217 376       |
| 15                                            | Cesar                    | 903 411            | 297 163         | 1 200 574       |
| 16                                            | Huila                    | 669 697            | 430 689         | 1 100 386       |
| 17                                            | Meta                     | 795 061            | 244 661         | 1 039 722       |
| 18                                            | Caldas                   | 740 865            | 257 390         | 998 255         |
| 19                                            | Risaralda                | 736 164            | 207 237         | 943 401         |
| 20                                            | Sucre                    | 569 089            | 335 774         | 904 863         |
| 21                                            | La Guajira               | 410 636            | 469 924         | 880 560         |
| 22                                            | Quindío                  | 471 910            | 67 994          | 539 904         |
| 23                                            | Chocó                    | 243 194            | 291 632         | 534 826         |
| 24                                            | Casanare                 | 295 434            | 125 070         | 420 504         |
| 25                                            | Caquetá                  | 258 280            | 143 569         | 401 849         |
| 26                                            | Putumayo                 | 174 539            | 173 643         | 348 182         |
| 27                                            | Arauca                   | 172 634            | 89 540          | 262 174         |
| 28                                            | Vichada                  | 25 833             | 81 975          | 107 808         |
| 29                                            | Guaviare                 | 45 991             | 36 776          | 82 767          |
| 30                                            | Amazonas                 | 37 047             | 39 542          | 76 589          |
| 31                                            | San Andrés y Providencia | 44 893             | 16 387          | 61 280          |
| 32                                            | Guainía                  | 20 279             | 27 835          | 48 114          |
| 33                                            | Vaupés                   | 12 090             | 28 707          | 40 797          |
| Colombia                                      | Colombia                 | 36 424 653         | 11 833 841      | 48 258 494      |
| Datos obtenidos hasta: 16 de octubre de 2019. |                          |                    |                 |                 |

1. ↑  Conteo total de la población colombiana, incluyendo la cifra de 44,164,417 personas efectivamente censadas y las 4,094,077 personas omitidas del censo.

## Indicadores
Los principales indicadores registrados en el Censo General 2018 fueron los siguientes:
| Descripción                                         | Cifras (millones de habitantes) | Porcentaje        |
| Población general                                   | Población general               | Población general |
| --------------------------------------------------- | ------------------------------- | ----------------- |
| Población total                                     | 48,2                            | 100.0%            |
| Hombres                                             | 23,5                            | 48.8%             |
| Mujeres                                             | 24,7                            | 51.2%             |
| Población por edad                                  |                                 |                   |
| Población de 0 a 14 años                            | 10,8                            | 22.5%             |
| Población de 15 a 59 años                           | 26,4                            | 54.9%             |
| Población de 60 a 64 años                           | 6,4                             | 13.4%             |
| Población mayor de 65 años                          | 4,4                             | 9.2%              |
| Población según distribución por ubicación          |                                 |                   |
| Cabeceras municipales                               | 37,2                            | 77.1%             |
| Centros poblados                                    | 3,4                             | 7.1%              |
| Rural disperso                                      | 7,6                             | 15.8%             |
| Datos obtenidos hasta: 5 de julio de 2019.          |                                 |                   |
| Descripción                                         | Cifras (millones)               | Porcentaje        |
| Número de Viviendas según acceso servicios públicos |                                 |                   |
| Total                                               | 13,4                            | 100.0%            |
| Energía Eléctrica                                   | 12,9                            | 96.3%             |
| Acueducto                                           | 11,6                            | 86.4%             |
| Gas (conectado a red pública)                       | 9,0                             | 66.8%             |
| Número de Hogares según acceso servicios públicos   |                                 |                   |
| Total                                               | 14,2                            | 100.0%            |
| Energía Eléctrica                                   | 13,7                            | 96.3%             |
| Acueducto                                           | 12,3                            | 86.4%             |
| Gas (conectado a red pública)                       | 9,5                             | 66.8%             |
| Datos obtenidos hasta: el 5 de julio de 2019.       |                                 |                   |